# MSAT
MSAT е бивш български телевизионен канал.

## История
Стартира през 1999 на мястото на регионалния варненски канал „Мустанг ТВ“. Първите репортери са Петя Стефанова и Мария Степанян. Към тях се присъединяват Тихомир Божанов, Елена Кулева, Николай Желязков, Петър Михайлов, който са първите водещи на новинарските емисии и публицистичните предавания. Телевизията се разпространява чрез сателит. 
Телевизията е собственост на варненската фирма „Мустанг Холдинг“. През 2000 започва национално излъчване чрез сателит за територията на България. По информация на телевизията, тя се гледа в над 85% от населените места в България. Програмата на MSAT започва да се излъчва и ефирно във Варна на 48-и канал на мястото на „ТВ Варна“. През 2009 каналът се премества в София, от където започва изграждане на националната си мрежа. През март 2010 телевизията започва ефирно излъчване в 15 града в България. Във Варна е заменена от регионалния канал „Черно море ТВ“. В края на 2010 започва подготовка за ребрандиране. На 5 септември 2011 медията е ребрандирана на „Bulgaria on Air“.

## Предавания
- Утро с МСАТ
- Тутурутка
- Динамит
- Фитнес мания
- Мания
- Музикалното шоу на...
- Малка нощна музика
- Перпетуум Мобиле
- DJ парти
- Вълшебства на стъкло
- Малката сестра
- Голата истина
- Гласът на нашия град
- Гласът на Русия
- Частна прожекция
- Профайл
- Пазарите
- Сделка на седмицата
- Икономическа седмица
- Импровизации
- Цветно
- Арт зона
- Авто сцена
- Кулинарни вълшебства
- Къща и половина
- Пътят към Европа
- Европейски пътища
- Европейски посоки
- Шпионката на Коко
- Шоуто на баба
- Шик Шок Шоу
- БГ Шоу с Неделчо Михайлов
- Тренировъчен ден с Мартин Карбовски
- Опит за летене с Неделчо Михайлов
- Рицари на зеления кръст
- Ветроход
- Зона X
- Трафик с Жоро Атанасов
- Всички заедно
- Море за всички
- Матине
- Таралеж
- Уроците на Жоро
- На второ четене
- Кулоартно
- Кой е по-по-най
- Досиета
- Двете аз
- Другата истина
- Стрип шами шоу
- Сладки новини
- Седем е
- Варна-Бо
- Плажна фиеста
- Автоманиак
- Агрофорум
- Да започна бизнес
- Да работим в България
- Парти плейс
- Принцесата на танца
- TV ART
- На риба и лов
- 5 минути в Холивуд
- Професия турист
- Парад Пожелание
- БГ Лукс
- Спортна седмица
- Манджорно
- Мъни мейкър
- Въпроси в ефир
- Игра на кино
- Треска за кино
- Точка на пресичане
- Гореща точка
- Желана ваканция
- Зад кулисите на...
- Ет
- Ревю
- Линия стандарт
- Аеробрика
- 4 такта
- Торнадо